# Дитя большого города (фильм)
«Дитя большого города» (1914) — художественный немой фильм режиссёра Евгения Бауэра. Фильм вышел на экраны 5 марта 1914 года. Другое название фильма — «Девушка с улицы» .

## Сюжет
Фильм показывает, как «дочь бедной прачки Маня, став кокоткой Мэри, доводит до самоубийства простодушного и искренно влюблённого в неё молодого богача». Мэри пользуется деньгами своего поклонника. Но когда у него кончаются деньги, бросает его и оскорбляет. В конце фильма он кончает жизнь самоубийством, а Мэри перешагивает через его труп, считая это хорошей приметой.

## В ролях
| Актёр            | Роль                      |
| ---------------- | ------------------------- |
| Елена Смирнова   | Манечка-Мэри              |
| Нина Козлянинова | Манечка в детстве         |
| Михаил Саларов   | Виктор Кравцов            |
| Леопольд Иост    | лакей                     |
| Лидия Триденская | прачка                    |
| Эмма Бауэр       | танцовщица                |
| Арсений Бибиков  | Крамской, товарищ Виктора |

## Съёмочная группа
- Режиссёр: Евгений Бауэр
- Оператор: Борис Завелев
- Продюсер: Александр Ханжонков

## О фильме
Фильм получил положительные рецензии в год выхода на экран. «Вестник кинематографии» написал, что «картина поставлена выше похвал». В рецензии отмечалось также, что игра Елены Смирновой «не оставляет желать ничего лучшего». Особо выделялся «восточный танец» в исполнении Эммы Бауэр, рецензент писал об удивительной пластике артистки, её трепетно-змеевидных движениях, напоминавших выразительную пластику известной английской танцовщицы мисс Мод Алан.
«Единственной по красоте постановки русской драмой» назвал картину журнал «Кинема». Он также отметил игру Е. Смирновой и М. Саларова и то, что «остальные исполнители поддерживали общий ансамбль».
В дальнейшем критики также высоко оценивали фильм. В частности, историк кино Вениамин Вишневский выделял эту картину как «интереснейший фильм Е. Ф. Бауэра, реалистически трактующий героев и среду».
Киновед Оксана Булгакова в своей книге «Фабрика жестов» указала, что «Дитя большого города» повторяет сюжетную схему другого фильма Евгения Бауэра «Немые свидетели»: девушка из низкого социального слоя становится любовницей аристократа. Но в «Немых свидетелях» ни положение, ни жестовый язык горничной не меняется. В фильме «Дитя большого города» «модистка, становясь кокоткой, перенимает осанку и телесный язык, атрибутированные в „Немых свидетелях“ аристократке», «актриса играет два тела». Автор книги также приводит один из «магических жестов руки» из фильма в качестве иллюстрации средств выразительности в немом кино.
В энциклопедии «Первый век кино» отмечалось, что режиссёр Е. Бауэр сумел преодолеть существовавшую в то время проблему несочетаемости натурных и павильонных съемок.

Сквозные съёмки возвращали натуре и павильону родственные связи, давали им импульс встречного движения. Эту роль выполняет, например, знаменитый кадр из фильма «Дитя большого города» (1914): героиня, работница швейной мастерской, размечталась у окна, присев на край рабочего стола. У неё за спиной, в окне — широкая улица, большие красивые дома, разъезжают автомобили, пролётки — богатая, увлекательная жизнь….

Юрий Цивьян отметил наезд камеры в сцене, когда камера устремляется через весь ресторан в сторону «индийской танцовщицы». В другой работе анализируется этот новый для того времени художественный приём из фильма: «C помощью этого решения акцентируется глубина пространства и обеспечивается стереоскопия видения».
Критик Майя Туровская относила фильм «Дитя большого города» к лучшим образцам русского экранного искусства. По её мнению, в фильме показан тип женского демонизма («она убивает, не прикоснувшись к оружию»), который «очень редок, можно сказать, уникален в русском кино».
Киновед Ирина Гращенкова отметила:

«В фильме Е. Бауэра „Дитя большого города“ („Девушка с улицы“) дан иной женский тип — жестокая, хищная, жрица любви, приносящая других в жертву. Елена Смирнова … не пожалела для неё обличительных красок, и такая трактовка была ближе к сути самого явления, хотя и дальше от русской традиции его показа».
Исследовательница русского дореволюционного кино Рэйчел Морли (Морлей) подробно исследовала связь фильма с русской классической литературой. Она указала, что на экране «Преступление и наказание» превращается в «преступление без наказания».